# Globocarinata
Globocarinata es un género de foraminífero planctónico de la subfamilia Helvetoglobotruncaninae, de la familia Hedbergellidae, de la superfamilia Rotaliporoidea, del suborden Globigerinina y del orden Globigerinida. Su especie tipo es Globocarinata turris. Su rango cronoestratigráfico abarca desde el Turoniense superior hasta el Coniaciense inferior (Cretácico superior).

## Descripción
Globocarinata incluía especies con conchas trocoespiraladas, biconvexa o cóncavo-convexas; sus cámaras eran subglobulares a ovoidales, trapezoidales en el lado espiral; sus suturas intercamerales eran ligeramente rectas e incididas en el lado umbilical, y ligeramente curvas e incididas en el lado espiral; su contorno era redondeado y lobulado; su periferia era truncada o estrechamente redondeada, con una banda imperforada (a veces ligeramente perforada) rodeada por dos carenas pustulosas poco desarrolladas; su ombligo era amplio y profundo; su abertura era interiomarginal, umbilical-extraumbilical, en forma de arco bajo y protegida con un pórtico, con aperturas accesorias en cámaras anteriores; presentaba pared calcítica hialina, perforada con poros cilíndricos, con la superficie finamente pustulada.

## Discusión
El género Globocarinata no ha tenido mucha difusión entre los especialistas. La mayor parte de sus especies son incluidas en el género Globotruncana, aunque parece estar más relacionado con los géneros Archaeoglobigerina-Rugotruncana por un lado y Marginotruncana por el otro. Se diferencia de los dos primeros por la presencia de carenas mejor desarrolladas, y del segundo por las cámaras subglobulares. Clasificaciones posteriores incluirían Globocarinata en la familia Globotruncanellidae y en superfamilia Globigerinoidea. Otras clasificaciones lo han incluido en la subfamilia Concavatotruncaninae.

## Paleoecología
Globocarinata, como Rugotruncana, incluía especies con un modo de vida planctónico, de distribución latitudinal cosmopolita, y habitantes pelágicos de aguas superficiales e intermedias (medio epipelágico a mesopelágico superior).

## Clasificación
Globocarinata incluye a la siguiente especie:
- Globocarinata turris †